# And Their Name Was Treason
And Their Name Was Treason è l'album di debutto della band statunitense A Day to Remember, pubblicato dalla Indianola Records il 10 maggio 2005.

## Il disco
And Their Name Was Treason è l'unico album realizzato con l'ex batterista Bobby Scrugs ed è stato registrato agli Wade Studios ad Ocala, in Florida e prodotto da Andrew Wade. Presenta delle sonorità emo, abbandonate gradualmente dal gruppo negli album successivi. Nel disco si possono ascoltare degli estratti da alcuni film: in Intro vi è un breve dialogo da Donnie Darko, in 1958 alcuni campionamenti da The Boondock Saints - Giustizia finale e in Sound the Alarm, verso la fine, un estratto da L'alba dei morti dementi.

### Old Record
Il 28 ottobre 2008 l'album è stato rimasterizzato e pubblicato con il titolo Old Record dalla Victory Records. Le tracce sono le stesse, ma presentate con dei titoli e un ordine diversi. Entrò nella Heatseekers Albums di Billboard al sedicesimo posto, uscendo dalla classifica la settimana successiva.

## Tracce
Testi e musiche degli A Day to Remember.
And Their Name Was Treason
1. Intro – 0:42
2. Heartless – 2:45
3. Your Way with Words Is Through Silence – 3:53
4. A Second Glance – 2:53
5. Casablanca Sucked Anyways – 2:57
6. You Should Have Killed Me When You Had the Chance – 3:34
7. If Looks Could Kill – 3:18
8. You Had Me at Hello – 4:29
9. 1958 – 4:29
10. Sound the Alarm – 1:49

Old Record
1. Intro '05 – 0:35
2. Heart Less – 2:53
3. A 2nd Glance – 2:54
4. Nineteen Fifty Eight – 4:37
5. If Looks Could Kill... – 3:18
6. U Had Me @ Hello – 4:35
7. Casablanca Sucked Anyways. – 2:57
8. U Should Have Killed Me When U Had the Chance – 3:33
9. Your Way with Words Is Through Silence! – 3:55
10. Sound the Alarm V.2.0 – 1:49

## Formazione
A Day to Remember
- Jeremy McKinnon – voce
- Tom Denney – chitarra solista, voce secondaria
- Neil Westfall – chitarra ritmica
- Joshua Woodard – basso
- Bobby Scruggs – batteria, percussioni

Produzione (And Their Name Was Treason)
- Andrew Wade – produzione, ingegneria, missaggio, mastering
- Caleb per Bootcore Granfix – layout, design

Produzione (Old Record)
- Andrew Wade – produzione, ingegneria, missaggio, mastering
- Mike C. Hardcore – illustrazioni
- Marianne Harris – fotografia
- DoubleJ – layout

## Classifiche
| Classifica (2008)         | Posizione massima |
| ------------------------- | ----------------- |
| Stati Uniti (heatseekers) | 16                |